# Anthony Mounier
Anthony Mounier (Aubenas, 1987. szeptember 27. –) francia labdarúgó, aKalithéa játékosa, posztja wing half. Francia utánpótlás válogatott labdarúgó. Mezszáma 87.

## Sikerei, díjai
- Lyon
  - francia bajnok: 2007–08
  - Francia kupa: 2007–08
  - Francia szuperkupa: 2007